# Herforder Sportverein Borussia Friedenstal
L'Herforder Sportverein Borussia Friedenstal, normalmente citato nella sua forma contratta Herforder SV o semplicemente Herforder, è una società calcistica tedesca con sede a Herford, città sita nel land della Renania Settentrionale-Vestfalia e capoluogo dell'omonimo circondario, meglio nota per la sua sezione di calcio femminile.
Il club, fondato nel 1953, su iniziativa di Fritz Böke e Doris Henschel istituisce la sua squadra femminile nel 1969, la quale ha come migliori risultati sportivi la partecipazione a tre edizioni (2008-2009, 2010-2011 e 2014-2015) della Frauen-Bundesliga, il livello di vertice del campionato tedesco, e il raggiungimento dei quarti di finale nell'edizione 2012-2013 della DFB-Pokal (Coppa di Germania).
Giocano le partite casalinghe al Ludwig-Jahn-Stadion di Herford, impianto dalla capienza di 18 400 posti che condividono con la squadra maschile dello Sport-Club Herford.

## Palmarès
- Campionato tedesco di seconda divisione: 3

2007-2008, 2009-2010, 2013-2014

## Organico

### Rosa 2016-2017
Rosa e numeri di maglia tratti dal sito ufficiale, aggiornati al 10 agosto 2017.
| N. |                     | Ruolo | Calciatrice          |
| -- | ------------------- | ----- | -------------------- |
| 1  | Germania (bandiera) | P     | Kira Klemmer         |
| 2  | Germania (bandiera) | D     | Leonie Heitlindemann |
| 3  | Germania (bandiera) | D     | Meike Delissen       |
| 4  | Germania (bandiera) | D     | Friederike Schaaf    |
| 5  | Belgio (bandiera)   | C     | Jessy Atila          |
| 6  | Germania (bandiera) | D     | Lea Althof           |
| 7  | Germania (bandiera) | D     | Helen Baus           |
| 8  | Germania (bandiera) | C     | Valentina Vogt       |
| 9  | Germania (bandiera) | A     | Orsolya Dencz        |
| 10 | Germania (bandiera) | C     | Lisa Lösch           |
| 11 | Germania (bandiera) | A     | Gina Kleinedöpke     |

| N. |                     | Ruolo | Calciatrice       |
| -- | ------------------- | ----- | ----------------- |
| 12 | Germania (bandiera) | P     | Josephine Plehn   |
| 13 | Germania (bandiera) | A     | Giustina Ronzetti |
| 14 | Germania (bandiera) | D     | Oliwia Wos        |
| 15 | Germania (bandiera) | A     | Pia Salzmann      |
| 16 | Germania (bandiera) | C     | Anna Meierebert   |
| 17 | Germania (bandiera) | C     | Gina Meierebert   |
| 19 | Germania (bandiera) | C     | Nina Neumann      |
| 20 | Germania (bandiera) | C     | Nina Lange        |
| 21 | Germania (bandiera) | P     | Kira Kutzinski    |
| 22 | Germania (bandiera) | C     | Amelie Fölsing    |
| 24 | Germania (bandiera) | C     | Gina Sieksmeier   |

### Staff tecnico
Staff tecnico aggiornato al 10 agosto 2017.
- Daniel Hollensteiner - Allenatore
- Stefan Gärtner - Allenatore in seconda
- Pascal Kuhlmann - Preparatore dei portieri
- Stephanie Delissen - Assistente
- Dr. Spors-Schroedter - Medico
- Deniz Atila - Fisioterapista
- Fabian Bergfeld - Fisioterapista